# Live at the London Palladium
"Live" at the London Palladium é um álbum ao vivo, das cantoras e atrizes estadunidenses Judy Garland e Liza Minnelli, lançado em 1965, pela Capitol Records.
Na época do lançamento, Minnelli era aclamada por sua interpretação do papel principal em Flora, The Red Menace, e o álbum teve a proeza de pela primeira vez reunir a cantora com sua mãe, a também cantora e atriz Judy Garland em um concerto "ao vivo" no teatro London Palladium. A gravação ocorreu nos dias 8 e 15 de novembro de 1964, este último também foi filmado e se tornou o programa de 55 minutos que foi transmitido pela ITV British Television.
Em entrevista, Minnelli revelou que sua mãe a enganou para fazer os shows. Garland pediu a Minnelli para ir a Londres e se apresentar com ela, mas essa recusou por achar que estava muito jovem e despreparada. Ela seguiu em frente e anunciou o concerto para a imprensa, dessa forma, Minnelli não teve como recusar. Ela ainda revelou: "Eu já havia me apresentado com Mama em sua série de TV, e por maior que tenha sido para mim, não se comparava a ficar no palco cantando com ela no London Palladium. Escute, Mama dominava qualquer palco em que estivesse. Então fizemos, e foi ótimo, excitante e aterrorizante".
Apesar de ser majoritariamente um álbum com gravações ao vivo, parte das canções foi regravada nos estúdios da Capitol, em Londres, em 23 de novembro de 1964. O motivo das regravações é que grande parte das fitas de áudio do segundo concerto foi arruinada por um zumbido que vazou de algumas das câmeras de televisão que estavam filmando o show naquela noite. A única coisa que seria usada dessa sessão no álbum foi o final de "Hello, Dolly", que ocorre após o diálogo entre Judy e Liza e a plateia".
Em 1973, após anos fora de catálogo, a Capitol Records resolveu relançá-lo em uma versão condensada que excluiu 8 das 19 faixas e alterou drasticamente a ordem das músicas em relação ao lançamento original. O lançamento tinha como objetivo capitalizar em cima da visibilidade que Minnelli tivera naquele período: ela ganhou o Oscar de melhor atriz por sua atuação em Cabaret, na cerimônia ocorrida no mesmo ano e estampara capas das principais revistas estadunidenses.

## Recepção crítica
| Críticas profissionais | Críticas profissionais |
| Avaliações da crítica  | Avaliações da crítica  |
| Fonte                  | Avaliação              |
| ---------------------- | ---------------------- |
| AllMusic               | [ 7 ]                  |
| Record Mirror          | [ 8 ]                  |
| Record World           | Favorável              |
| Cash Box               | Favorável              |

As resenhas dos críticos especializados em música foram favoráveis.
William Ruhlmann, do site AllMusic, avaliou com três estrelas e meia de cinco e escreveu que embora o álbum seja "bem vindo", "nenhuma das cantoras é ouvida no seu melhor aqui". Ele pontuou que os melhores momentos do concerto são quando as duas cantam juntas, devido a notável química entre mãe e filha.
A revista Record World fez duas resenhas para o álbum, ambas favoráveis. Na primeira, referente ao álbum completo, de 1965, o crítico escreveu que o álbum era uma vitrine para a união de duas artistas talentosas, cantando "algumas das melhores canções do século". Ele disse que Garland estava em boa forma vocal durante toda a apresentação e elegeu como os destaques: "When the Saints Go Marching In" e "He's Got the Whole World in His Hands". Referente a versão condensada, o crítico da revista escreveu em 1973, que a combinação das duas maiores artistas daqueles tempos, resultaram em um álbum "empolgante" e com canções "magnificamente interpretadas". Ele apontou como os destaques as canções "What Now My Love", "Gypsy In My Soul" e Swanee".
O crítico da revista Cash Box, escreveu (sobre a versão condensada) que embora tenha sido gravado em 1964, a gravação deve ser considerada como "um legado da grande Judy Garland e sua incrivelmente vibrante e talentosa filha". Como destaques da lista de faixas ele elegeu "What Now My Love", "Hello, Dolly", "Swanee" e "Over The Rainbow".

## Desempenho comercial
O álbum estreou na posição de número 135, na tabela de álbuns mais vendidos da revista Billboard. Atingiu seu pico, na posição de número 41, em 30 de outubro de 1965.
Na parada de álbuns mais vendidos da Record World, atingiu seu pico em 30 de outubro de 1965, na posição de número 45. No Top 100 Albums da revista Cash Box, edição de 2 de outubro de 1965, atingiu seu pico na posição de número 65.
A versão condensada estreou na Billboard 200, em 9 de junho de 1973, na posição de número 191. Atingiu seu pico, na posição de número 164, em 7 de julho de 1973, e passou um total de 8 semanas na tabela.

## Lista de faixas
- Créditos adaptados do LP "Live" At The London Palladium, de 1965.[18]

| Lista de faixas | | |                                                          |         |  |
| N.º             | Título | Compositor(es) | Performer(s)                                             | Duração |  |
| 1.              | "Overture: Over the Rainbow / Never Will I Marry / What Now My Love / Liza (All the Clouds'll Roll Away) / The Travelin' Life / Smile / The Man That Got Away"               | Harold Arlen E.Y. Harburg Frank Loesser Gilbert Bécaud Pierre Delanoë Carl Sigman George Gershwin Ira Gershwin Gus Kahn Howard Liebling Marvin Hamlisch Charlie Chaplin John Turner Geoffrey Parsons                                | Orquestra                                                | 3:06    |  |
| 2.              | "The Man That Got Away" | Arlen Gershwin | Judy Garland                                             | 4:21    |  |
| 3.              | "The Travelin' Life" | Kahn Liebling Hamlisch | Liza Minnelli                                            | 3:22    |  |
| 4.              | "Gypsy in My Soul" | Clay Boland Moe Jaffe | Liza Minnelli                                            | 3:09    |  |
| 5.              | "Hello, Dolly!" | Jerry Herman | Dueto                                                    | 2:35    |  |
| 6.              | "Together (Wherever We Go)" | Jule Styne Stephen Sondheim | Dueto                                                    | 1:08    |  |
| 7.              | "Medley: We Could Make Such Beautiful Music / Bob White" | Henry Katzman Robert Sour Johnny Mercer Bernard Hanighen | Dueto                                                    | 1:49    |  |
| 8.              | "Medley: Hooray for Love / After You've Gone / By Myself / 'S Wonderful / How About You? / Lover, Come Back to Me / You and the Night and the Music / It All Depends on You" | Arlen Leo Robin Turner Layton Henry Creamer Arthur Schwartz Howard Dietz G. Gershwin I. Gershwin Burton Lane Ralph Freed Sigmund Romberg Oscar Hammerstein II Arthur Schwartz Howard Dietz Ray Henderson Buddy G. DeSylva Lew Brown | Dueto / Judy / Liza / Judy / Dueto / Liza / Judy / Dueto | 4:51    |  |
| 9.              | "Who's Sorry Now?" | Ted Snyder Bert Kalmar Harry Ruby | Liza Minnelli                                            | 3:21    |  |
| 10.             | "Smile" | Chaplin Turner Parsons | Judy Garland                                             | 3:09    |  |
| 11.             | "How Could You Believe Me When I Said I Love You When You Know I've Been a Liar All My Life?"                                                                                | Burton Lane Alan Jay Lerner | Liza Minnelli                                            | 3:24    |  |
| 12.             | "What Now My Love" | Bécaud Delanoë Sigman | Judy Garland                                             | 3:56    |  |
| 13.             | "Medley de Liza: Take Me Along / If I Could Be with You (One Hour Tonight)"                                                                                                  | Bob Merrill James P. Johnson Creamer Vincent Youmans Irving Caesar Jerome Kern Otto Harbach Hammerstein II G. Gershwin I. Gershwin Schwartz Dietz                                                                                   | Liza Minnelli                                            | 5:22    |  |
| 14.             | "Make Someone Happy" | Styne Betty Comden Adolph Green | Judy Garland                                             | 2:23    |  |
| 15.             | "Pass That Peace Pipe" | Roger Edens Hugh Martin Ralph Blane | Liza Minnelli                                            | 2:20    |  |
| 16.             | "The Music That Makes Me Dance" | Styne Merrill | Judy Garland                                             | 2:44    |  |
| 17.             | "Medley: When the Saints Go Marching In / Brotherhood of Man (uncredited) / He's Got the Whole World in His Hands"                                                           | Traditional Frank Loesser Traditional | Dueto                                                    | 3:14    |  |
| 18.             | "Never Will I Marry" | Loesser | Judy Garland                                             | 2:59    |  |
| 19.             | "Encores: Swanee / Chicago / Over The Rainbow / San Francisco" | G. Gershwin Caesar Fred Fisher Arlen Harburg Kaper Walter Jurmann Kahn | Dueto / Dueto / Judy Garland / Dueto                     | 15:13   |  |

## Tabelas

### Tabelas semanais
| Tabela musical (1965)                      | Melhor posição |
| ------------------------------------------ | -------------- |
| Estados Unidos (Billboard 200)             | 41             |
| Estados Unidos (Cash Box Top 100 Albums)   | 65             |
| Estados Unidos (Record World 100 Top Pops) | 45             |